# Podochilus serpyllifolius
Podochilus serpyllifolius är en orkidéart som först beskrevs av Carl Ludwig von Blume, och fick sitt nu gällande namn av John Lindley. Podochilus serpyllifolius ingår i släktet Podochilus och familjen orkidéer. Inga underarter finns listade i Catalogue of Life.